# 岩脈

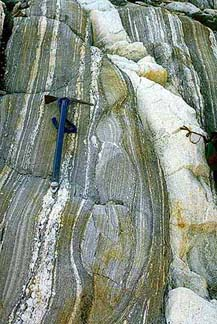
帶有花崗片麻岩岩脈的帶狀片麻岩。

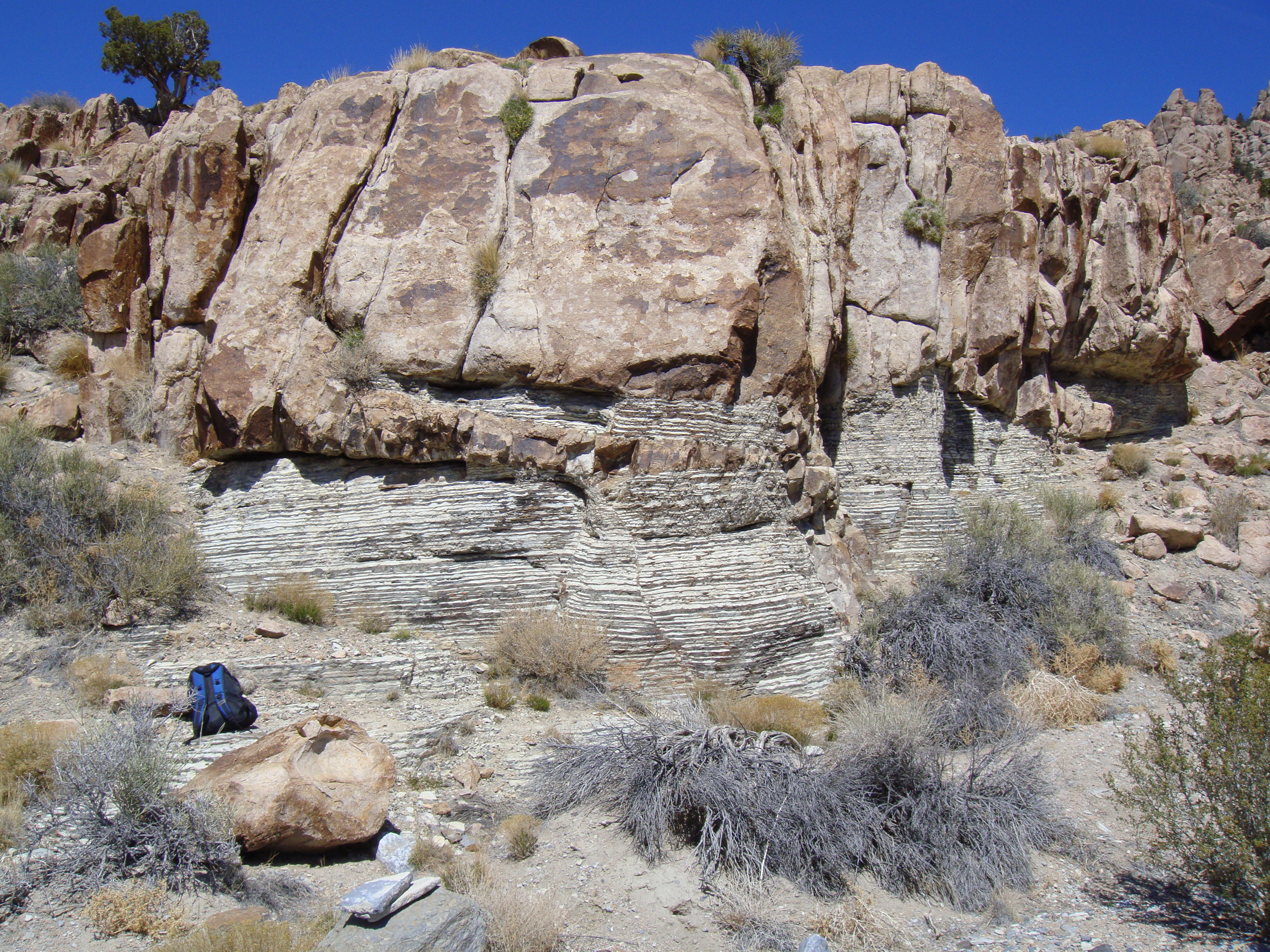
入侵高度變質寒武紀碳酸鹽岩的诺奇峰二長岩岩脈。位於美國猶他州 House Range 诺奇峰附近。

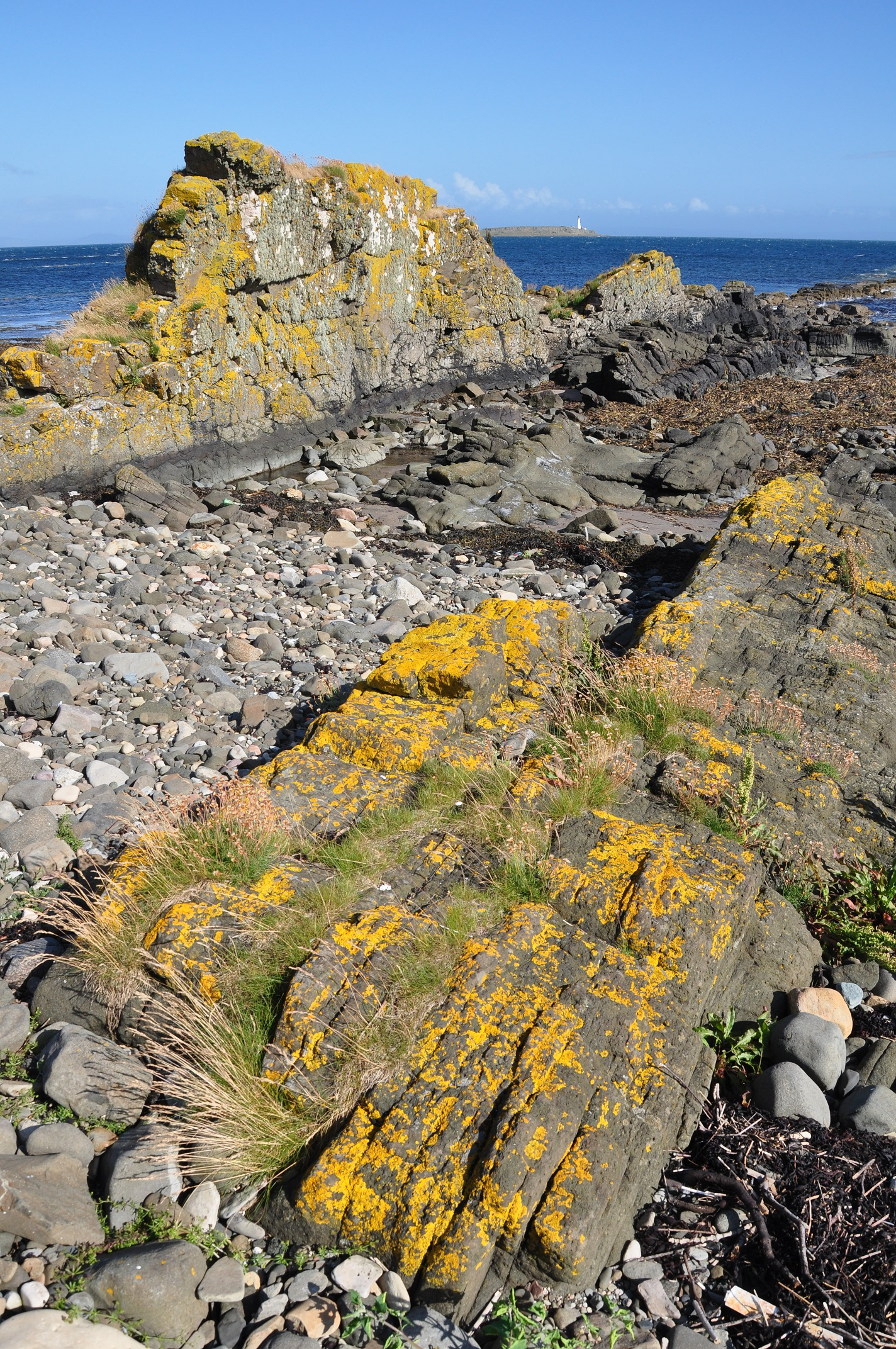
位於蘇格蘭阿倫島南方海岸的岩脈。

岩脈（Dike 或 Dyke），或稱為岩牆，是地質學上一種將地質構造切割成不整合狀態的侵入岩席，被侵入構造可能是：
- 平面圍岩結構，例如基岩或葉理。
- 大規模岩層，例如火成岩/變質岩侵入岩或鹽底闢構造。

因此岩脈的由來可以是侵入岩或沉積物。

## 岩漿岩脈
|  |
|  |
|  |

火成岩的侵入岩脈有極高的長寬比，這代表它的厚度遠低於其他兩個維度。厚度變化可以從1公分以下到數公尺之間變化，而長度可以延伸到數公里以上。岩脈是侵入呈開放交叉裂隙的的侵入岩，並且周圍是先前存在的地層或岩體，這代表岩脈的年龄永遠小於周圍的岩石。岩脈的走向通常是接近垂直的高角度，但形成之後的地質構造變形可能讓岩脈的走向隨周圍地層改變而成為水平走向。接近水平或貼合入侵造成的位於地層間平面侵入岩稱為岩床。
有時候多個岩脈可能會成群出現，而數個到數百個岩脈可能會在單一或數量不定的入侵事件中形成，就會形成岩牆群（或稱岩脈群）。世界上最大的岩牆群位於加拿大西北地方的馬更些岩牆群。

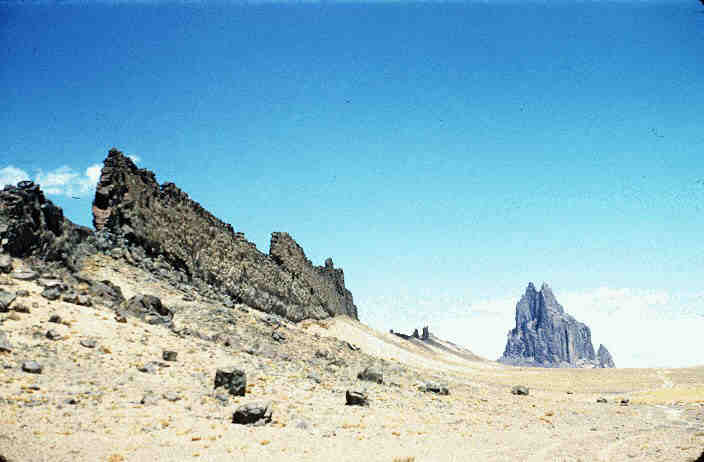
位於美國新墨西哥州屬於火山頸的船形岩（影像遠處），在它的南側有放射狀的岩脈。影像版權：USGS Digital Data Series.

岩脈通常會在深成侵入岩、火山頸或火山錐噴發口周圍以放射狀或同心圓狀成群形成。以同心圓狀成群的狀態被稱為環狀岩脈。
岩脈的岩理和組成會隨岩石種類而改變，岩石種類可以從輝綠岩或玄武岩到花崗岩或流紋岩之間變化，不過世界各地岩脈主要由玄武岩組成，這代表了整個地球歷史中大量岩漿從地函經由岩石圈裂隙上升的經過。偉晶岩脈如果是顆粒極大的花崗岩質，經常和晚期的花崗岩侵入或变质岩分離結塊有關。細晶岩脈則是細顆粒或砂糖狀岩理的花崗岩質侵入岩。

## 沉積岩脈

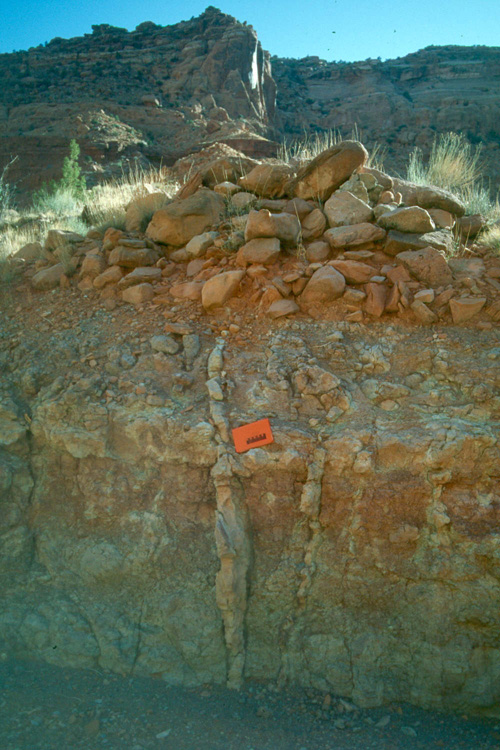
位於美國猶他州峽谷地國家公園天空之島區欽力群的碎屑岩脈（筆記本左側）。

沉積岩脈或碎屑岩脈是切斷其他水平岩層的垂直沉積岩體，它可能以以下兩種方式形成：
- 當淺層的疏鬆沉積物是由大顆粒物質和不透水黏土層交互沉積時，在大顆粒層內部的流體壓力會因為岩石地靜壓力過大而達到臨界壓力，流體壓力會使沉積物從覆蓋層突破流出而形成岩脈。
- 當土壤是凍土，且孔隙水完全被凍結時。一旦有裂隙在這個情況的岩石中形成，將會被從上方落下的沉積物填充，結果就是垂直走向的沉積物切穿水平地層而形成岩脈。

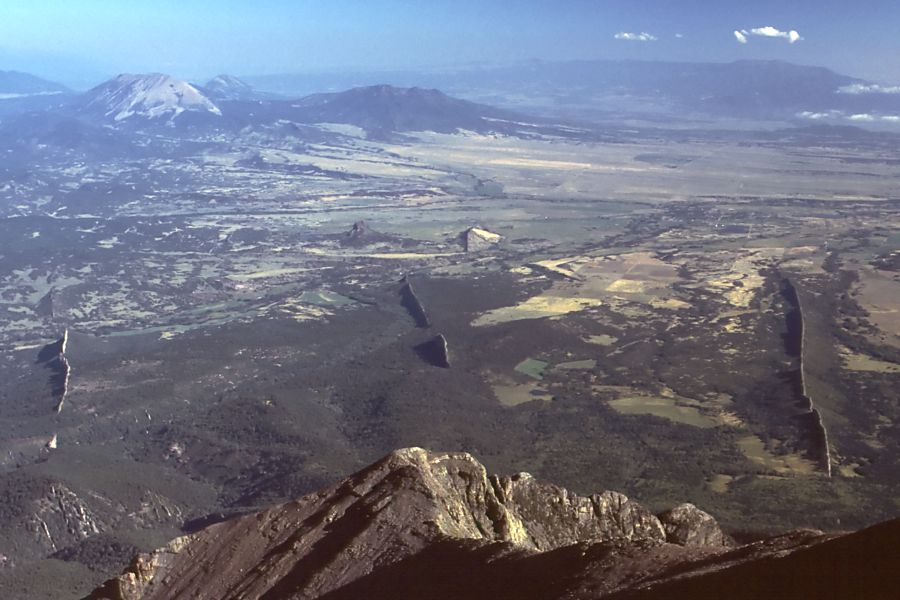
位於美國科羅拉多州從 West Spanish Peak 向外輻射狀排列的岩漿岩脈。

## 延伸閱讀
- Erik Flügel: Microfacies of carbonate rocks. Springer Verlag, 2004, ISBN 978-3-540-22016-9. S. 217–223: Sediment Filled Fissures: Neptunian Dikes and Fissure Fills.
- Ned Frost, Dan Carpenter und Charles Kerans: Platform-Margin Trajectory as a Control on Neptunian Dike Distributions, Devonian Reef Complexes, Canning Basin, Western Australia. （页面存档备份，存于） Fractured Reservoir Controls, 2006 AAPG International Conference and Exhibition, (November 5-8, 2006) Technical Program, Vortrags-Kurzfassungen
- H.H. Read, J. Watson: Introduction to geology. Vol. 1: Principles. Macmillan, London, 1962
- Edward J. Tarbuck, Frederick K. Lutgens, Dennis Tasa, Earth: An Introduction to Physical Geology, Pearson Prentice Hal, ISBN 0321663047